# 占部沙矢香
占部 沙矢香（うらべ さやか、1980年12月19日 -）は、CBCテレビ (CBC) の社員。元アナウンサー。
広報部に異動後、2022年時点ではCBCテレビ人事部所属し、2023年現在は秘書部所属。

## 来歴
四天王寺高等学校、関西学院大学卒業。
大学在学中は関西学院大学総部放送局に所属していた。
2003年、CBCテレビにアナウンサーとして入社。アナウンサーとしての同期は、現在フリーのリポーターとして活動中の青池奈津子。2006年、地上デジタル放送推進大使のCBC代表に任命。後に南部志穂との併任で地デジ普及とアナログ放送終了のPRにあたった。
番組取材を通じて知り合ったプロ野球球団中日ドラゴンズ所属の投手佐藤充と2007年10月下旬に結婚。12月22日に大阪で結婚式を挙げると発表。
出会いは2005年2月で、占部が初めて中日キャンプを取材した時だった。「初めてですごい不安だった時に、丁寧にあいさつしてくれて、気を使って話しかけてくれたんです。ひとめぼれですね」と、報道陣やファンに誠実に対応する佐藤の人柄に惹かれる。同年4月に交際開始という経緯があった。
2009年7月1日付で広報部に異動、アナウンス部を離れた。
配置転換については担当していたラジオの『とくモリ!』と『きく!ラジオ』の同年6月26日放送分で発表された。
地デジ大使の任務は広報部の仕事でもあったため、配置転換後も2か月間継続された。占部が完全に地デジ大使から外れてからしばらくは南部に一本化しており、中京広域圏民放テレビ局では唯一バックアップ要員不在であったが、2010年に柳沢彩美が入社してからは柳沢が地デジ大使のバックアップ要員に任命された。
2024年3月24日、『サンデードラゴンズ』で若狭敬一アナが卒業するため、歴代のアシスタントとしてメッセージをフリップに書いたものを持って出演した。

## 人物
- 趣味・特技：読書、音楽鑑賞、ドライブ、水の音を聴く、カフェに通う、カラオケ、旅行[4]
- 特技：水泳、サックス演奏、立ち寝[4]

### エピソード
- 関西テレビアナウンサーの村西利恵は、同期で、学部は違うが同じ大学出身である。アナウンス試験の時に知り合った[5]。

## 出演番組

### テレビ
- ユーガッタ!CBC（2003年 - 2006年3月）（名古屋ぐるぐるグルメ）水曜のコーナーを担当。2003年9月以前には木曜のコーナーを担当していた。
- まるっと万博（2005年3月24日 - 9月22日）木曜日リポーター
- 晴れドキ（不明 - 2007年9月）朝のニュース担当
- サンデードラゴンズ（2006年4月2日 - 2007年12月30日、2024年3月24日）
- イッポウ（金曜日の生中継）
- デリペナ（ナレーション）
- 世界陸上大阪応援たすきキャラバン
- とく宣
- ノブナガ[6]
- グランパスTVプラス（2008年4月 - 2009年6月）
- CBCニュース

### ラジオ
- 0時半です松坂屋ですカトレヤミュージックです
- 多田しげおの気分爽快!!朝からP・O・N（2005年10月 - 2007年9月）金曜日アシスタント
- 久野誠のドラゴンズワールド（秘書）
- 若狭敬一のドラゴンズワールド WEEKEND SPECIAL（土曜日秘書）
- とくモリ!
- きく!ラジオ
- CBCニュース